# Вежа HSBC
Вежа HSBC (англ. HSBC Tower) — хмарочос в Лондоні, Велика Британія. Висота 42-поверхового будинку становить 200 метрів і він є другим за висотою в країні разом з Сітігруп Центр. Будівництво було розпочато в 1999 і завершено в 2002 році. Проект було розроблено архітектурним бюро Foster and Partners. В будинку розташована штаб-квартира HSBC.